# Sanremo Tennis Cup 2009
Il Sanremo Tennis Cup 2009 è stato un torneo professionistico di tennis maschile giocato sulla terra rossa, che faceva parte dell'ATP Challenger Tour 2009. Si è giocato a Sanremo in Italia dal 4 al 10 maggio 2009.

## Partecipanti

### Teste di serie
| Nazionalità | Giocatore               | Ranking* | Testa di serie |
| ----------- | ----------------------- | -------- | -------------- |
| Serbia      | Ilija Bozoljac          | 136      | 1              |
| Spagna      | Pere Riba               | 145      | 2              |
| Italia      | Filippo Volandri        | 149      | 3              |
| Paesi Bassi | Jesse Huta Galung       | 153      | 4              |
| Italia      | Tomas Tenconi           | 156      | 5              |
| Spagna      | Miguel Ángel López Jaén | 171      | 6              |
| Sudafrica   | Kevin Anderson          | 171      | 7              |
| Kazakistan  | Jurij Ščukin            | 177      | 8              |

- Ranking al 27 aprile 2009.

### Altri partecipanti
Giocatori che hanno ricevuto una wild card:
- Daniele Bracciali
- Thomas Fabbiano
- Enrico Fioravante
- Giancarlo Petrazzuolo

Giocatori passati dalle qualificazioni:
- Martín Alund
- Benjamin Balleret
- Daniele Giorgini
- Blaž Kavčič

Giocatori con uno special exempt:
- Ivan Dodig
- Jan Hájek

## Campioni

### Singolare
Kevin Anderson ha battuto in finale Blaž Kavčič con il punteggio di 2–6, 6–2, 7–5.

### Doppio
Jurij Ščukin /  Dmitrij Sitak hanno battuto in finale  Daniele Bracciali /  Giancarlo Petrazzuolo con il punteggio di 6–4, 7–6(4).